# Монреаль (Од)
Монреа́ль (фр. Montréal) — коммуна во Франции, находится в регионе Лангедок — Руссильон. Департамент коммуны — Од. Административный центр кантона Монреаль. Округ коммуны — Каркасон.
Код INSEE коммуны — 11254.

## Население
Население коммуны на 2008 год составляло 1957 человек.
| 1962 | 1968 | 1975 | 1982 | 1990 | 1999 | 2008 |
| ---- | ---- | ---- | ---- | ---- | ---- | ---- |
| 1761 | 1678 | 1588 | 1535 | 1546 | 1672 | 1957 |

## Экономика

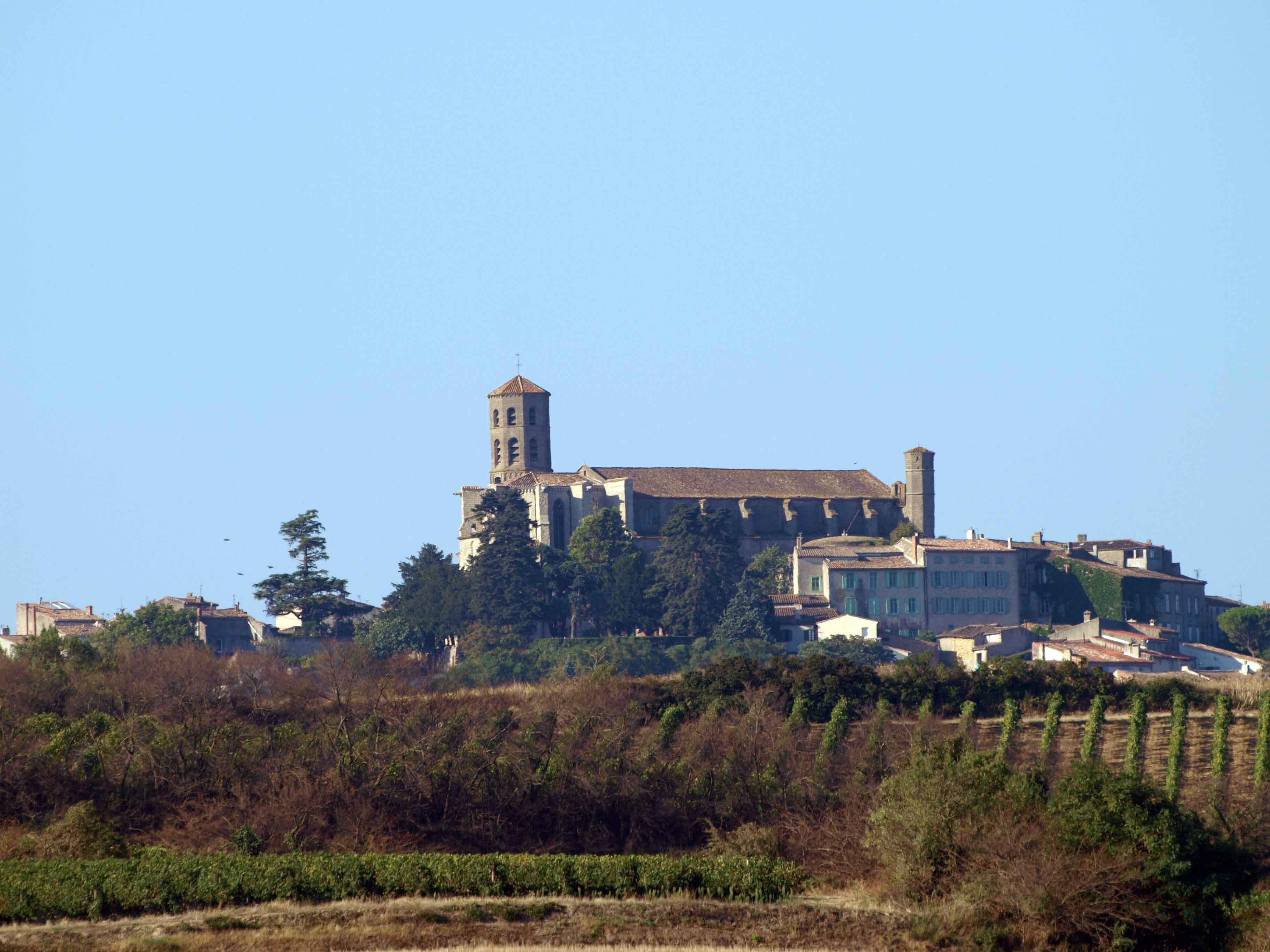
Соборная церковь Сен-Винсен

В 2007 году среди 1152 человек в трудоспособном возрасте (15—64 лет) 830 были экономически активными, 322 — неактивными (показатель активности — 72,0 %, в 1999 году было 69,4 %). Из 830 активных работали 743 человека (403 мужчины и 340 женщин), безработных было 87 (35 мужчин и 52 женщины). Среди 322 неактивных 92 человека были учениками или студентами, 100 — пенсионерами, 130 были неактивными по другим причинам.